# Etienne Jacobs
Pour les articles homonymes, voir Jacobs.
Étienne Louis Virgile Jacobs, né le 25 février 1901 à Halen et y décédé le 22 juin 1969 à Halen est un homme politique belge, membre du CVP. Il est le fils du bourgmestre Firmin Jacobs.

## Biographie
Jacobs fut docteur en médecine (Université catholique de Louvain, 1956).
Il fut élu conseiller communal (1926-) et bourgmestre (1927-1964) de Halen, conseiller provincial de la province de Limbourg (Belgique) (1928-1946), sénateur de l'arrondissement de Hasselt-Tongres-Maaseik (1946-1961).
Il fut actif dans la résistance.

## Distinctions
- Officier de l'ordre de Léopold II